# Zadni Staw Gąsienicowy
Der Polnische Hintere See (pl. Zadni Staw Gąsienicowy) in Polen ist ein Gletschersee im Seealmtal (pl. Dolina Zielona Gąsienicowa) in der Hohen Tatra. Er befindet sich in der Gemeinde Zakopane. Er ist nicht zugänglich, es führt kein Wanderweg an den See. Er ist jedoch von den umliegenden Gipfel gut sichtbar. Das Wasser des Sees fließt größtenteils unterirdisch über die Seealmer Trockenbach ab.